# Расселл, Чарльз (губернатор)
Чарльз Хинтон Расселл (англ. Charles Hinton Russell; 27 декабря 1903 — 13 сентября 1989) — американский политик, член Палаты представителей, 20-й губернатор Невады.

## Биография
Чарльз Расселл родился в городе Лавлок, штат Невада, в 1903 году. В 1922 году он окончил среднюю школу в Элко, а в 1926 году — университет Невады. В 1926—1927 годах Расселл преподавал в школе в Ruby Valley, после чего переехал в Рут, где в 1928—1929 годах работал в медедобывающей компании. Он также в течение 17 лет, начиная с 1929 года, был редактором газеты Ely Record.
В 1935—1940 годах Расселл был членом законодательного собрания Невады, а в 1941—1946 годах — членом Сената Невады, после чего был избран в Палату представителей США, сменив на этой должности демократа Беркли Банкера, который неудачно баллотировался в Сенат США. В 1949—1950 годах он был штатным сотрудником согласительной комиссии Сената и Палаты представителей по зарубежному экономическому сотрудничеству.
В ноябре 1950 года Расселл был избран губернатором Невады, а в 1954 году был переизбран на второй срок. Во время его пребывания в должности, благодаря легализации азартных игр, была увеличена налоговая база штата, а также создан комитет по контролю за азартными играми. В 1953—1956 годах Расселл был председателем Конференции губернаторов западных штатов. В 1958 году он неудачно баллотировался на третий срок и 5 января 1959 года покинул свой пост.
В 1959—1963 годах Расселл был директором по административным вопросам миссии экономического сотрудничества в Парагвае, а в 1963—1968 годах — помощником президента университета Невады.
Расселл был женат на Маржори Энн Гилд, у них было пятеро детей. Чарльз Расселл умер 13 сентября 1989 года в Карсон-Сити, штат Невада, и похоронен на кладбище Дейтона.